# Short track ai VII Giochi asiatici invernali
Le gare di short track ai VII Giochi asiatici invernali si sono svolte al Republican Cycling Track di Astana, in Kazakistan, dal 31 gennaio al 2 febbraio 2011. In programma otto eventi.

## Calendario
| Uomini | 1500 m | 500 m | 1000 m Staffetta 5000 m | 4 |
| Donne  | 1500 m | 500 m | 1000 m Staffetta 3000 m | 4 |
| Totale | 2      | 2     | 4                       | 8 |

## Podi

### Uomini
| Evento                      | Oro                                                             | Tempo    | Argento                                                                  | Tempo    | Bronzo                                                                                 | Tempo    |
| 500 m (dettagli)            | Liang Wenhao                                                    | 41"983   | Takahiro Fujimoto                                                        | 42"124   | Ryosuke Sakazume                                                                       | 42"543   |
| 1000 m (dettagli)           | Song Weilong                                                    | 1'29"353 | Daisuke Uemura                                                           | 2'00"916 | Sung Si-Bak                                                                            | 2'41"236 |
| 1500 m (dettagli)           | Noh Jin-Kyu                                                     | 2'18"998 | Um Cheon-Ho                                                              | 2'19"337 | Liu Xianwei                                                                            | 2'19"622 |
| Staffetta 5000 m (dettagli) | Corea del Sud Lee Ho-Suk Noh Jin-Kyu Sung Si-Bak Kim Byeong-Jun | 6'44"705 | Giappone Yuzo Takamido Daisuke Uemura Ryosuke Sakazume Takahiro Fujimoto | 6'54"268 | Kazakistan Aidar Bekzhanov Artur Sultangaliyev Nurbergen Zhumagaziyev Abzal Azhgaliyev | 7'06"225 |

### Donne
| Evento                      | Oro                                            | Tempo    | Argento                                                              | Tempo    | Bronzo                                                                | Tempo    |
| 500 m (dettagli)            | Liu Qiuhong                                    | 43"964   | Fan Kexin                                                            | 44"070   | Yui Sakai                                                             | 44"399   |
| 1000 m (dettagli)           | Park Seung-Hi                                  | 1'33"343 | Cho Ha-Ri                                                            | 1'33"622 | Liu Qiuhong                                                           | 1'33"903 |
| 1500 m (dettagli)           | Cho Ha-Ri                                      | 2'38"442 | Park Seung-Hi                                                        | 2'38"621 | Biba Sakurai                                                          | 2'38"724 |
| Staffetta 3000 m (dettagli) | Cina Zhou Yang Liu Qiuhong Fan Kexin Zhang Hui | 4'23"800 | Corea del Sud Park Seung-Hi Cho Ha-Ri Yang Shin-Young Hwang Hyun-Sun | 4'30"010 | Kazakistan Inna Simonova Xeniya Motova Darya Volokitina Anna Samarina | 4'32"011 |

## Medagliere
| Posizione | Paese         | Oro | Argento | Bronzo | Totale |
| --------- | ------------- | --- | ------- | ------ | ------ |
| 1         | Corea del Sud | 4   | 4       | 1      | 9      |
| 2         | Cina          | 4   | 1       | 2      | 7      |
| 3         | Giappone      | 0   | 3       | 3      | 6      |
| 4         | Kazakistan    | 0   | 0       | 2      | 2      |
| Totale    | Totale        | 8   | 8       | 8      | 24     |